# Campionati del mondo a squadre di marcia 2024
I Campionati del mondo a squadre di marcia 2024 (2024 World Race Walking Team Championships) sono stati la trentesima edizione della massima competizione internazionale di marcia organizzata dalla World Athletics. Si sono svolti ad Adalia, in Turchia, nella giornata singola del 21 aprile.

## Organizzazione
Dopo l'introduzione nell'edizione precedente del 2022 delle gare senior maschili e femminili di 35 chilometri, in sostituzione della distanza do 50 km, queste sono state sostituite da una nuova maratona di marcia a staffetta mista, sulla distanza della maratona (42,195 km), con squadre composte da un uomo e una donna, gareggianti entrambi due volte a testa. Viene confermato Invariato il resto del programma, con gare maschili e femminili nella categoria senior sui 20 km e sui 10 km per ambo i sessi della categoria junior.

## Nazioni participanti
Un totale di 431 atleti da 52 nazioni diverse.
- Algeria (6)
- Australia (21)
- Bolivia (1)
- Brasile (14)
- Canada (2)
- Cina (27)
- Taipei cinese (1)
- Colombia (10)
- Croazia (4)
- Rep. Ceca (7)
- Ecuador (10)
- Egitto (2)
- Estonia (1)
- Etiopia (2)
- Finlandia (8)
- Francia (21)
- Germania (13)
- Regno Unito (1)
- Grecia (7)
- Guatemala (8)
- Hong Kong (2)
- Ungheria (6)
- India (14)
- Indonesia (3)
- Irlanda (6)
- Italia (23)
- Giappone (19)
- Giordania (1)
- Kazakistan (11)
- Kenya (9)
- Lettonia (1)
- Lituania (9)
- Mauritius (2)
- Messico (15)
- Nuova Zelanda (5)
- Nicaragua (1)
- Perù (9)
- Polonia (11)
- Portogallo (4)
- Porto Rico (1)
- Romania (3)
- Serbia (1)
- Slovacchia (15)
- Sudafrica (8)
- Corea del Sud (4)
- Spagna (28)
- Svezia (1)
- Turchia (19)
- Ucraina (14)
- Stati Uniti (18)
- Uzbekistan (1)
- Venezuela (2)

## Risultati

### Uomini
| Specialità        | Oro                                           | Prestazione | Argento                                        | Prestazione | Bronzo                                                         | Prestazione |
| 10 km (junior)    | Isaac Beacroft                                | 39'56"      | Shi Shengji                                    | 39'57"      | Luo Jiawei                                                     | 40'03"      |
| 10 km (a squadre) | Cina Shi Shengji Luo Jiawei                   | 5 pts       | Giappone Sotaro Osaka Taisei Yoshizako         | 10 pts      | Australia Isaac Beacroft Riley Coughman                        | 14 pts      |
| 20 km             | Svezia Perseus Karlström                      | 1h18'49     | Spagna Paul McGrath                            | 1h19'14"    | Spagna Diego García                                            | 1h19'51"    |
| 20 km (a squadre) | Spagna Paul McGrath Diego García Álvaro López | 13 punti    | Giappone Yuta Koga Satoshi Maruo Tomohiro Noda | 26 punti    | Italia Riccardo Orsoni Gianluca Picchiottino Michele Antonelli | 33 punti    |

### Donne
| Specialità        | Oro                                  | Prestazione | Argento                                         | Prestazione | Bronzo                                                 | Prestazione |
| 10 km (junior)    | Yang Xizhen                          | 45'06"      | Aldara Meilàn                                   | 45'12"      | Sofia Santacreu                                        | 45'17"      |
| 10 km (a squadre) | Spagna Aldara Meilàn Sofia Santacreu | 5 pts       | Cina Yang Xizhen Chen Meiling                   | 6 pts       | Italia Giulia Gabriele Serena Di Fabio                 | 11 pts      |
| 20 km             | Kimberly García                      | 1h27'12"    | Ma Zhenxia                                      | 1h27'55"    | Érica de Sena                                          | 1h29'22"    |
| 20 km (a squadre) | Cina Ma Zhenxia Ji Haiying Shi Yuxia | 15 pts      | Perù Kimberly García Evelyn Inga Mary Luz Andía | 15 pts      | Spagna Lidia Sanchez-Puebla Antia Chamosa Paula Juarez | 31 pts      |

### Mista
| Specialità                           | Oro                                     | Prestazione | Argento                 | Prestazione | Bronzo                          | Prestazione |
| Maratona di marcia a staffetta mista | Francesco Fortunato Valentina Trapletti | 2h56'45”    | Kōki Ikeda Kumiko Okada | 2h57'04”    | Álvaro Martín Laura García-Caro | 2h57'47”    |